# 昄大乡
昄大乡，是中华人民共和国江西省上饶市德兴市下辖的一个乡镇级行政单位。

## 行政区划
昄大乡下辖以下地区：
昄大村、泸口村、定坑村和港首村。